# Simon Porter (MP)
Simon Porter também conhecido como Simon Kent (fl. 1421-1451) de Reading, Berkshire, foi um membro do Parlamento inglês por Reading em maio de 1421, 1422, 1425, 1432, 1433, 1435, 1437, 1447, fevereiro de 1449 e novembro de 1449 e Prefeito de Reading entre os anos 1427–8, 1429–30, 1441–2 e 1450–1.